# Papa Pluto
Pour plus de détails, voir Fiche technique et Distribution.
Papa Pluto (Mother Pluto) est un court métrage d'animation de la série Silly Symphonies réalisé par les studios Disney, sorti au cinéma le 14 novembre 1936.

## Synopsis
Une poule couveuse utilise la niche de Pluto pour y cacher ses œufs prêts à éclore. Elle s'enfuit lorsque le chien revient et Pluto s'installe sur la paille de sa litière. C'est à ce moment que les œufs éclosent. Pluto est alors entouré de poussins...

## Fiche technique
- Titre original : Mother Pluto
- Autres Titres [1]:
  -  Allemagne : Mutter Pluto
  -  France : Papa Pluto
  -  Suède : Mamma Pluto
- Série : Silly Symphonies
- Réalisateur[2] : David Hand assisté de Lou Debney
- Scénario : Earl Hurd
- Animateurs[2] : Shamus Culhane, Izzy Klein, Johnny Cannon, Bill Roberts, Archie Robin, Norman Ferguson, Marvin Woodward, Clyde Geronimi, Nick Geogre
- Voix : Pinto Colvig[1]/Lee Millar[2] (Pluto), Florence Gill (la poule)
- Producteur : Walt Disney, John Sutherland
- Distributeur : United Artists
- Date de sortie: 14 novembre 1936[1],[3]
- Autres Dates[2]:
  - Annoncée : 14 novembre 1936
  - Dépôt de copyright : 27 novembre 1936
  - Première mondiale : 2 au 17 novembre 1936 au Uptown de Toronto (Canada) en première partie de La Rebelle de Mark Sandrich.
  - Première à Los Angeles : 15 au 19 janvier 1937 au Grauman's Chinese Theatre et Loew's Stare en première partie de Le Jardin d'Allah de Richard Boleslawski
  - Première à New York : 6 au 27 mars 1937 au Rivoli en première partie de Nancy Steele a disparu de George Marshall
- Format d'image : Couleur (Technicolor)
- Musique[2] : Leigh Harline
  - Extrait de Where, Oh Where Has My Little Dog Gone (trad)
  - Extrait de John Brown's Body (1856) de Thomas Brighton Bishop
- Son : Mono (RCA Sound System)
- Durée[2] : 8 min 35 s
- Langue : (en)
- Pays :  États-Unis

## Commentaires
Ce film présente pour la seconde fois le personnage de Pluto sans Mickey Mouse. C'est le seul personnage de l'univers de Mickey Mouse à avoir été présent dans plusieurs Silly Symphonies. Le court métrage Don Donald qui est sorti en janvier 1937, faillit être aussi une Silly Symphony, mais Walt Disney autorisa la création de série autres que les Mickey Mouse et Silly Symphonies, ce film marque la naissance de la série Donald Duck. Pluto aura sa propre série un an après avec Pluto's Quin-puplets (novembre 1937).
Le titre français du film est une fois de plus mal traduit, Pluto ayant ici le rôle d'une mère.